# Dancing Stars/Staffel 6
Die sechste Staffel von Dancing Stars begann am 11. März 2011 und wurde live auf ORF eins übertragen. Sie wurde durch das Finale am 27. Mai 2011 beendet. Für die Moderation waren Mirjam Weichselbraun und Klaus Eberhartinger zuständig.

## Paare
| Prominente/r          | Tätigkeit                   | Tanzpartner/in    | Status                                         | Platz |
| --------------------- | --------------------------- | ----------------- | ---------------------------------------------- | ----- |
| James Cottriall       | Sänger                      | Roswitha Wieland  | In der 1. Sendung ausgeschieden 11. März 2011  | 12    |
| Christine Kaufmann    | Schauspieler                | Werner Figar      | In der 2. Sendung ausgeschieden 18. März 2011  | 11    |
| Markus Wolfahrt       | Sänger                      | Alice Guschlbauer | In der 3. Sendung ausgeschieden 1. April 2011  | 10    |
| Reinhard Nowak        | Kabarettist & Schauspieler  | Kelly Kainz       | In der 4. Sendung ausgeschieden 8. April 2011  | 9     |
| Uwe Kröger            | Sänger & Bühnenschauspieler | Babsi Koitz       | In der 5. Sendung ausgeschieden 15. April 2011 | 8     |
| Dieter Chmelar        | Journalist & Moderator      | Kathrin Menzinger | In der 6. Sendung ausgeschieden 26. April 2011 | 7     |
| Cathy Zimmermann      | Model & Moderator           | Christoph Santner | In der 7. Sendung ausgeschieden 6. Mai 2011    | 6     |
| Mirna Jukić           | Schwimmer                   | Gerhard Egger     | In der 8. Sendung ausgeschieden 13. Mai 2011   | 5     |
| Alfons Haider         | Moderator                   | Vadim Garbuzov    | In der 9. Sendung ausgeschieden 20. Mai 2011   | 4     |
| Mike Galeli           | Schauspieler                | Julia Polai       | Erreichten im Finale den 3. Platz 27. Mai 2011 | 3     |
| Alexandra Meissnitzer | Skirennläufer               | Florian Gschaider | Erreichten im Finale den 2. Platz 27. Mai 2011 | 2     |
| Astrid Wirtenberger   | Sänger                      | Balázs Ekker      | Sieger 27. Mai 2011                            | 1     |

## Tänze
| Tanzpaar            | 1            | 2            | 3     | 4          | 5             | 6             | 6          | 7           | 7               | 8      | 8     | 9         | 9          | 10          | 10          | 10            |
| ------------------- | ------------ | ------------ | ----- | ---------- | ------------- | ------------- | ---------- | ----------- | --------------- | ------ | ----- | --------- | ---------- | ----------- | ----------- | ------------- |
| Astrid & Balázs     | Gruppensalsa | Cha-Cha-Cha  | Tango | Paso Doble | Wiener Walzer | Rumba         | Charleston | Walzer      | American Smooth | Jive   | Mambo | Samba     | Quickstep  | Jive        | Foxtrot     | Showtanz      |
| Alexandra & Florian | Gruppensalsa | Walzer       | Jive  | Foxtrot    | Samba         | Wiener Walzer | Charleston | Rumba       | American Smooth | Tango  | Mambo | Quickstep | Paso Doble | Tango       | Cha-Cha-Cha | Showtanz      |
| Mike & Julia        | Rumba        | Gruppensalsa | Tango | Paso Doble | Wiener Walzer | Cha-Cha-Cha   | Charleston | Quickstep   | American Smooth | Jive   | Mambo | Walzer    | Samba      | Cha-Cha-Cha | Foxtrot     | Showtanz      |
| Alfons & Vadim      | Gruppensalsa | Cha-Cha-Cha  | Tango | Paso Doble | Wiener Walzer | Jive          | Charleston | Foxtrot     | American Smooth | Walzer | Mambo | Rumba     | Quickstep  |             |             | Wiener Walzer |
| Mirna & Gerhard     | Gruppensalsa | Cha-Cha-Cha  | Tango | Paso Doble | Wiener Walzer | Samba         | Charleston | Quickstep   | American Smooth | Rumba  | Mambo |           |            |             |             | Paso Doble    |
| Cathy & Christoph   | Gruppensalsa | Walzer       | Jive  | Foxtrot    | Samba         | Quickstep     | Charleston | Cha-Cha-Cha | American Smooth |        |       |           |            |             |             | Quickstep     |
| Dieter & Kathrin    | Quickstep    | Gruppensalsa | Jive  | Foxtrot    | Samba         | Walzer        | Charleston |             |                 |        |       |           |            |             |             | Samba         |
| Uwe & Babsi         | Quickstep    | Gruppensalsa | Jive  | Foxtrot    | Samba         |               |            |             |                 |        |       |           |            |             |             | Jive          |
| Reinhard & Kelly    | Quickstep    | Gruppensalsa | Jive  | Foxtrot    |               |               |            |             |                 |        |       |           |            |             |             | Foxtrot       |
| Markus & Alice      | Rumba        | Gruppensalsa | Tango |            |               |               |            |             |                 |        |       |           |            |             |             | Tango         |
| Christine & Werner  | Gruppensalsa | Walzer       |       |            |               |               |            |             |                 |        |       |           |            |             |             | Walzer        |
| James & Roswitha    | Rumba        |              |       |            |               |               |            |             |                 |        |       |           |            |             |             | Rumba         |

## Punkteübersicht
| Paar                | Platz | 1  | 2  | 3  | 4  | 5  | 6  | 7  | 8          | 9          | 10         | Summe | Durchschnitt |
| ------------------- | ----- | -- | -- | -- | -- | -- | -- | -- | ---------- | ---------- | ---------- | ----- | ------------ |
| Astrid & Balázs     | 1     | —  | 30 | 32 | 29 | 30 | 30 | 33 | 37+ 36= 73 | 34+ 34=68  | 40+ 40= 80 | 405   | 33.8         |
| Alexandra & Florian | 2     | —  | 27 | 15 | 25 | 25 | 28 | 25 | 32+35=67   | 36+ 34= 70 | 39+37=76   | 358   | 29.8         |
| Mike & Julia        | 3     | 25 | —  | 26 | 28 | 25 | 32 | 29 | 27+29=56   | 31+33=64   | 34+37=71   | 356   | 29.7         |
| Alfons & Vadim      | 4     | —  | 23 | 26 | 22 | 32 | 26 | 29 | 31+29=60   | 33+34=67   |            | 285   | 28.5         |
| Mirna & Gerhard     | 5     | —  | 23 | 22 | 32 | 27 | 28 | 34 | 33+31=64   |            |            | 230   | 28.8         |
| Cathy & Christoph   | 6     | —  | 32 | 28 | 30 | 33 | 34 | 31 |            |            |            | 188   | 31.3         |
| Dieter & Kathrin    | 7     | 17 | —  | 15 | 19 | 19 | 17 |    |            |            |            | 87    | 17.4         |
| Uwe & Babsi         | 8     | 27 | —  | 31 | 30 | 26 |    |    |            |            |            | 114   | 28.5         |
| Reinhard & Kelly    | 9     | 17 | —  | 19 | 22 |    |    |    |            |            |            | 58    | 19.3         |
| Markus & Alice      | 10    | 17 | —  | 19 |    |    |    |    |            |            |            | 36    | 18.0         |
| Christine & Werner  | 11    | —  | 22 |    |    |    |    |    |            |            |            | 22    | 22.0         |
| James & Roswitha    | 12    | 21 |    |    |    |    |    |    |            |            |            | 21    | 21.0         |

Rote Nummern: Paar mit der niedrigsten Jurybewertung
Grüne Nummern: Paar mit der höchsten Jurybewertung
 Ausgeschiedenes Paar in der jeweiligen Woche
 1. Platz
 2. Platz
 3. Platz

## Einzelne Tanzwochen
 Ausgeschiedenes Paar in der jeweiligen Woche
 1. Platz

### 1. Tanzwoche
Die einzelnen Bewertungen (in Klammern angegeben) stammen von folgenden Jurymitgliedern (in dieser Reihenfolge): Thomas Schäfer-Elmayer, Nicole Burns-Hansen, Marika Lichter und Hannes Nedbal.
| Tanzpaar                                                                                                | Punkte       | Tanz      | Musik                          |
| --- | ------------ | --------- | ------------------------------ |
| Uwe & Babsi                                                                                             | 27 (7,7,7,6) | Quickstep | I Got Rhythm – Gene Kelly      |
| James & Roswitha                                                                                        | 21 (5,6,6,4) | Rumba     | Apologize – OneRepublic        |
| Dieter & Kathrin                                                                                        | 17 (4,4,5,4) | Quickstep | Pon de Replay – Rihanna        |
| Markus & Alice                                                                                          | 17 (4,4,5,4) | Rumba     | La Vie en Rose – Édith Piaf    |
| Reinhard & Kelly                                                                                        | 17 (4,4,5,4) | Quickstep | Jungle Drum – Emilíana Torrini |
| Mike & Julia                                                                                            | 25 (6,6,7,6) | Rumba     | GoldenEye – Tina Turner        |
| Alexandra & Florian Alfons & Vadim Astrid & Balázs Cathy & Christoph Christine & Werner Mirna & Gerhard | N/A          | Salsa     | La Bamba – Ritchie Valens      |

### 2. Tanzwoche
Die einzelnen Bewertungen (in Klammern angegeben) stammen von folgenden Jurymitgliedern (in dieser Reihenfolge): Thomas Schäfer-Elmayer, Nicole Burns-Hansen, Karina Sarkissova and Hannes Nedbal.
| Tanzpaar                                                                  | Punkte       | Tanz        | Musik                                      |
| ------------------------------------------------------------------------- | ------------ | ----------- | ------------------------------------------ |
| Christine & Werner                                                        | 22 (5,5,8,4) | Walzer      | Over the Rainbow – Judy Garland            |
| Mirna & Gerhard                                                           | 23 (6,6,6,5) | Cha-Cha-Cha | I Gotta Feeling – The Black Eyed Peas      |
| Cathy & Christoph                                                         | 32 (8,8,9,7) | Walzer      | I Wonder Why – Curtis Stigers              |
| Astrid & Balázs                                                           | 30 (8,8,8,6) | Cha-Cha-Cha | Hot n Cold – Katy Perry                    |
| Alexandra & Florian                                                       | 27 (7,7,7,6) | Walzer      | Can You Feel the Love Tonight – Elton John |
| Alfons & Vadim                                                            | 23 (5,5,8,5) | Cha-Cha-Cha | Respect – Aretha Franklin                  |
| Dieter & Kathrin Markus & Alice Mike & Julia Reinhard & Kelly Uwe & Babsi | N/A          | Salsa       | Corazón Espinado – Santana                 |

### 3. Tanzwoche
Die einzelnen Bewertungen (in Klammern angegeben) stammen von folgenden Jurymitgliedern (in dieser Reihenfolge): Thomas Schäfer-Elmayer, Nicole Burns-Hansen, Harald Serafin and Hannes Nedbal.
| Tanzpaar            | Punkte       | Tanz  | Musik                                        |
| ------------------- | ------------ | ----- | -------------------------------------------- |
| Cathy & Christoph   | 28 (7,7,9,5) | Jive  | Don’t Stop Me Now – Queen                    |
| Markus & Alice      | 19 (4,4,7,4) | Tango | Can’t Get You Out of My Head – Kylie Minogue |
| Alexandra & Florian | 15 (4,3,5,3) | Jive  | You Never Can Tell – Chuck Berry             |
| Mike & Julia        | 26 (5,6,9,6) | Tango | El Choclo – Ángel Villoldo                   |
| Dieter & Kathrin    | 15 (3,3,6,3) | Jive  | Livin la Vida Loca – Ricky Martin            |
| Mirna & Gerhard     | 22 (5,5,7,5) | Tango | Hey Sexy Lady – Shaggy                       |
| Uwe & Babsi         | 31 (8,7,9,7) | Jive  | Hey Ya! – OutKast                            |
| Alfons & Vadim      | 26 (6,6,8,6) | Tango | Dance Mephisto – Falco                       |
| Reinhard & Kelly    | 19 (4,5,6,4) | Jive  | Do You Love Me – The Contours                |
| Astrid & Balázs     | 32 (8,8,9,7) | Tango | Jealousy – Billy Fury                        |

### 4. Tanzwoche
Die einzelnen Bewertungen (in Klammern angegeben) stammen von folgenden Jurymitgliedern (in dieser Reihenfolge): Thomas Schäfer-Elmayer, Nicole Burns-Hansen, Claudia Reiterer and Hannes Nedbal.
| Tanzpaar            | Punkte       | Tanz       | Musik                                                   |
| ------------------- | ------------ | ---------- | ------------------------------------------------------- |
| Reinhard & Kelly    | 22 (5,5,7,5) | Foxtrot    | Hello Dolly – Louis Armstrong                           |
| Mike & Julia        | 28 (7,7,8,6) | Paso Doble | Montagues & Capulets – Sergei Prokofiev                 |
| Alexandra & Florian | 25 (6,6,8,5) | Foxtrot    | Dream a Little Dream of Me – The Mamas and the Papas    |
| Alfons & Vadim      | 22 (5,5,6,6) | Paso Doble | Star Wars Musik – John Williams                         |
| Cathy & Christoph   | 30 (7,8,9,6) | Foxtrot    | Isn’t She Lovely – Stevie Wonder                        |
| Uwe & Babsi         | 30 (8,7,9,6) | Foxtrot    | Sugar Town – Nancy Sinatra                              |
| Astrid & Balázs     | 29 (6,7,9,7) | Paso Doble | Mission: Impossible – Lalo Schifrin                     |
| Dieter & Kathrin    | 19 (4,4,7,4) | Foxtrot    | Every Breath You Take – The Police                      |
| Mirna & Gerhard     | 32 (8,8,9,7) | Paso Doble | Pirates of the Caribbean: The Black Pearl – Hans Zimmer |

### 5. Tanzwoche
Die einzelnen Bewertungen (in Klammern angegeben) stammen von folgenden Jurymitgliedern (in dieser Reihenfolge): Thomas Schäfer-Elmayer, Nicole Burns-Hansen, Sonya Kraus and Hannes Nedbal.
| Tanzpaar            | Punkte        | Tanz          | Musik                                     |
| ------------------- | ------------- | ------------- | ----------------------------------------- |
| Cathy & Christoph   | 33 (8,9,9,7)  | Samba         | Whenever, Wherever – Shakira              |
| Mirna & Gerhard     | 27 (7,7,7,6)  | Wiener Walzer | Chim Chim Cher-ee – Cliff Richard         |
| Uwe & Babsi         | 26 (7,6,7,6)  | Samba         | Volare – Gipsy Kings                      |
| Alfons & Vadim      | 32 (7,8,10,7) | Wiener Walzer | Kommissar Maigret – Gerhard Trede         |
| Alexandra & Florian | 25 (6,6,7,6)  | Samba         | Half a Minute – Matt Bianco               |
| Mike & Julia        | 25 (6,6,6,7)  | Wiener Walzer | Doctor Zhivago Titelmusik – Maurice Jarre |
| Dieter & Kathrin    | 19 (5,5,5,4)  | Samba         | Angelina – Harry Belafonte                |
| Astrid & Balázs     | 30 (8,8,8,6)  | Wiener Walzer | Que Sera, Sera – Doris Day                |

### 6. Tanzwoche
Die einzelnen Bewertungen (in Klammern angegeben) stammen von folgenden Jurymitgliedern (in dieser Reihenfolge): Thomas Schäfer-Elmayer, Nicole Burns-Hansen, Lotte Tobisch and Hannes Nedbal.
| Tanzpaar | Punkte       | Tanz          | Musik                                              |
| --- | ------------ | ------------- | -------------------------------------------------- |
| Mirna & Gerhard | 28 (8,7,7,6) | Samba         | Conga – Gloria Estefan                             |
| Dieter & Kathrin                                                                                                   | 17 (4,4,6,3) | Walzer        | Fascination – Nat King Cole                        |
| Cathy & Christoph                                                                                                  | 34 (9,9,9,7) | Quickstep     | Diamonds Are a Girl’s Best Friend – Marilyn Monroe |
| Alexandra & Florian                                                                                                | 28 (8,7,7,6) | Wiener Walzer | Kiss from a Rose – Seal                            |
| Alfons & Vadim | 26 (6,6,8,6) | Jive          | Boogie Woogie Bugle Boy – The Andrews Sisters      |
| Astrid & Balázs | 30 (8,8,7,7) | Rumba         | Ain’t No Sunshine – Bill Withers                   |
| Mike & Julia | 32 (7,8,9,8) | Cha-Cha-Cha   | On Broadway – The Drifters                         |
| Alexandra & Florian Alfons & Vadim Astrid & Balázs Cathy & Christoph Dieter & Kathrin Mike & Julia Mirna & Gerhard | N/A          | Charleston    |                                                    |

### 7. Tanzwoche
Die einzelnen Bewertungen (in Klammern angegeben) stammen von folgenden Jurymitgliedern (in dieser Reihenfolge): Thomas Schäfer-Elmayer, Nicole Burns-Hansen, Christoph Wagner-Trenkwitz and Hannes Nedbal.
| Tanzpaar                                                                                          | Punkte        | Tanz            | Musik                                                 |
| ------------------------------------------------------------------------------------------------- | ------------- | --------------- | ----------------------------------------------------- |
| Alfons & Vadim                                                                                    | 29 (6,7,9,7)  | Foxtrot         | Always Look on the Bright Side of Life – Monty Python |
| Alexandra & Florian                                                                               | 25 (6,6,7,6)  | Rumba           | Sign Your Name – Terence Trent D'Arby                 |
| Mike & Julia                                                                                      | 29 (7,7,8,7)  | Quickstep       | Yakety Yak – The Coasters                             |
| Astrid & Balázs                                                                                   | 33 (8,9,9,7)  | Walzer          | Scarborough Fair – Simon & Garfunkel                  |
| Cathy & Christoph                                                                                 | 31 (8,8,8,7)  | Cha-Cha-Cha     | Billie Jean – Michael Jackson                         |
| Mirna & Gerhard                                                                                   | 34 (9,8,10,7) | Quickstep       | Nah Neh Nah – Vaya Con Dios                           |
| Alexandra & Florian Alfons & Vadim Astrid & Balázs Cathy & Christoph Mike & Julia Mirna & Gerhard | N/A           | American Smooth | L-O-V-E – Nat King Cole                               |

### 8. Tanzwoche
Die einzelnen Bewertungen (in Klammern angegeben) stammen von folgenden Jurymitgliedern (in dieser Reihenfolge): Thomas Schäfer-Elmayer, Nicole Burns-Hansen, Wayne Carpendale and Hannes Nedbal.
| Tanzpaar            | Punkte         | Tanz   | Musik                                            |
| ------------------- | -------------- | ------ | ------------------------------------------------ |
| Mike & Julia        | 27 (6,7,7,7)   | Jive   | The Boy Does Nothing – Alesha Dixon              |
| Mike & Julia        | 29 (7,7,8,7)   | Mambo  | Mambo No. 5 – Pérez Prado                        |
| Mirna & Gerhard     | 33 (8,8,9,8)   | Rumba  | Bleeding Love – Leona Lewis                      |
| Mirna & Gerhard     | 31 (8,8,8,7)   | Mambo  | Mah Nà Mah Nà – Piero Umiliani                   |
| Alexandra & Florian | 32 (8,9,8,7)   | Tango  | Epoca – Gotan Project                            |
| Alexandra & Florian | 35 (9,9,9,8)   | Mambo  | La Colegiala – Rodolfo y Su Tipica               |
| Alfons & Vadim      | 31 (8,8,8,7)   | Walzer | Moon River – Andy Williams                       |
| Alfons & Vadim      | 29 (7,7,7,8)   | Mambo  | Mambo Italiano – Dean Martin                     |
| Astrid & Balázs     | 37 (9,10,10,8) | Jive   | Everybody Needs Somebody to Love – Solomon Burke |
| Astrid & Balázs     | 36 (10,9,9,8)  | Mambo  | The Mambo Craze – De-Phazz                       |

### 9. Tanzwoche
Die einzelnen Bewertungen (in Klammern angegeben) stammen von folgenden Jurymitgliedern (in dieser Reihenfolge): Thomas Schäfer-Elmayer, Nicole Burns-Hansen, Peter Kraus and Hannes Nedbal.
| Tanzpaar            | Punkte        | Tanz       | Musik                               |
| ------------------- | ------------- | ---------- | ----------------------------------- |
| Alexandra & Florian | 36 (10,9,9,8) | Quickstep  | Cabaret – Liza Minnelli             |
| Alexandra & Florian | 34 (8,8,10,8) | Paso Doble | Malagueña – Ernesto Lecuona         |
| Astrid & Balázs     | 34 (9,10,8,7) | Samba      | Mas que Nada – Sérgio Mendes        |
| Astrid & Balázs     | 34 (9,9,8,8)  | Quickstep  | Crazy in Love – Beyoncé             |
| Mike & Julia        | 31 (8,8,8,7)  | Walzer     | True Love – Bing Crosby             |
| Mike & Julia        | 33 (8,8,9,8)  | Samba      | Aserejé – Las Ketchup               |
| Alfons & Vadim      | 33 (8,8,9,8)  | Rumba      | Hero – Enrique Iglesias             |
| Alfons & Vadim      | 34 (8,9,9,8)  | Quickstep  | Puttin' on the Ritz – Irving Berlin |

### Finale
Die einzelnen Bewertungen (in Klammern angegeben) stammen von folgenden Jurymitgliedern (in dieser Reihenfolge): Thomas Schäfer-Elmayer, Nicole Burns-Hansen, Karina Sarkissova and Hannes Nedbal.
| Tanzpaar            | Punkte           | Tanz        | Musik                                                       |
| ------------------- | ---------------- | ----------- | ----------------------------------------------------------- |
| Mike & Julia        | 34 (8,8,9,9)     | Cha-Cha-Cha | On Broadway – The Drifters                                  |
| Mike & Julia        | 37 (10,9,10,8)   | Foxtrot     | King of the Road – Roger Miller                             |
| Mike & Julia        | N/A              | Showtanz    | Jailhouse Rock – Elvis Presley                              |
| Astrid & Balázs     | 40 (10,10,10,10) | Jive        | Everybody Needs Somebody to Love – Solomon Burke            |
| Astrid & Balázs     | 40 (10,10,10,10) | Foxtrot     | My Baby Just Cares for Me – Nina Simone                     |
| Astrid & Balázs     | N/A              | Showtanz    | Hungarian Dances – Johannes Brahms & Wilds Wossa – Die Seer |
| Alexandra & Florian | 39 (10,10,10,9)  | Tango       | Epoca – Gotan Project                                       |
| Alexandra & Florian | 37 (9,9,10,9)    | Cha-Cha-Cha | I Don’t Feel Like Dancin' – Scissor Sisters                 |
| Alexandra & Florian | N/A              | Showtanz    | Stayin' Alive – Bee Gees                                    |

### Einzelne Tanzbewertungen
| Paar                | Durchschnitt | Bester Tanz          | Schlechtester Tanz         |
| ------------------- | ------------ | -------------------- | -------------------------- |
| Astrid & Balázs     | 33.8         | Jive & Foxtrot (40)  | Paso Doble (29)            |
| Alexandra & Florian | 29.8         | Tango (39)           | Jive (15)                  |
| Mike & Julia        | 29.7         | Foxtrot (37)         | Rumba & Wiener Walzer (25) |
| Alfons & Vadim      | 28.5         | Quickstep (34)       | Paso Doble (22)            |
| Mirna & Gerhard     | 28.8         | Quickstep (34)       | Tango (22)                 |
| Cathy & Christoph   | 31.3         | Quickstep (34)       | Jive (28)                  |
| Dieter & Kathrin    | 17.4         | Foxtrot & Samba (19) | Jive (15)                  |
| Uwe & Babsi         | 28.5         | Jive (31)            | Samba (26)                 |
| Reinhard & Kelly    | 19.3         | Foxtrot (22)         | Quickstep (17)             |
| Markus & Alice      | 18.0         | Tango (19)           | Rumba (17)                 |
| Christine & Werner  | 22.0         | Walzer (22)          | Walzer (22)                |
| James & Roswitha    | 21.0         | Rumba (21)           | Rumba (21)                 |